# Fuertesimalva pennellii
Fuertesimalva pennellii là một loài thực vật có hoa trong họ Cẩm quỳ. Loài này được (Ulbr.) Fryxell mô tả khoa học đầu tiên năm 1996.